# Lewis Pass
Lewis Pass è un passo di montagna nell'Isola del Sud della Nuova Zelanda. Il più settentrionale dei tre principali valichi principali delle Alpi meridionali, è più alto dell'Haast Pass e leggermente più basso del dell'Arthur's Pass: la State Highway 7 lo attraversa da nord di Canterbury e fino a West Coast e intorno ad esso è presente una vasta foresta di faggi non modificata.
Prende il nome da Henry Lewis che, insieme a Christopher Maling, fu il primo europeo a scoprire il passo, nell'aprile 1860 mentre lavorava come ispettore del Nelson Provincial Survey Department. Prima di questo momento il passaggio fu usato dai Maori Ngāi Tahu di Canterbury per trasportare pounamu dalla costa occidentale. L'area intorno al passo è protetta come riserva nazionale e nella zona sono presenti un certo numero di percorsi escursionistici, tra cui la St James Walkway, caratterizzati da una natura umida e alpina.